# Muraltia arachnoidea
Muraltia arachnoidea är en jungfrulinsväxtart som beskrevs av Chod.. Muraltia arachnoidea ingår i släktet Muraltia och familjen jungfrulinsväxter. Inga underarter finns listade i Catalogue of Life.